# Jeremiah S. Black
Jeremiah S. Black (n. 10 ianuarie 1810 - d. 19 august 1883) a fost un politician american, Secretar de Stat al Statelor Unite între 1860 și 1861.